# Limón (tỉnh)

Bản đồ Costa Rica với vị trí của tỉnh

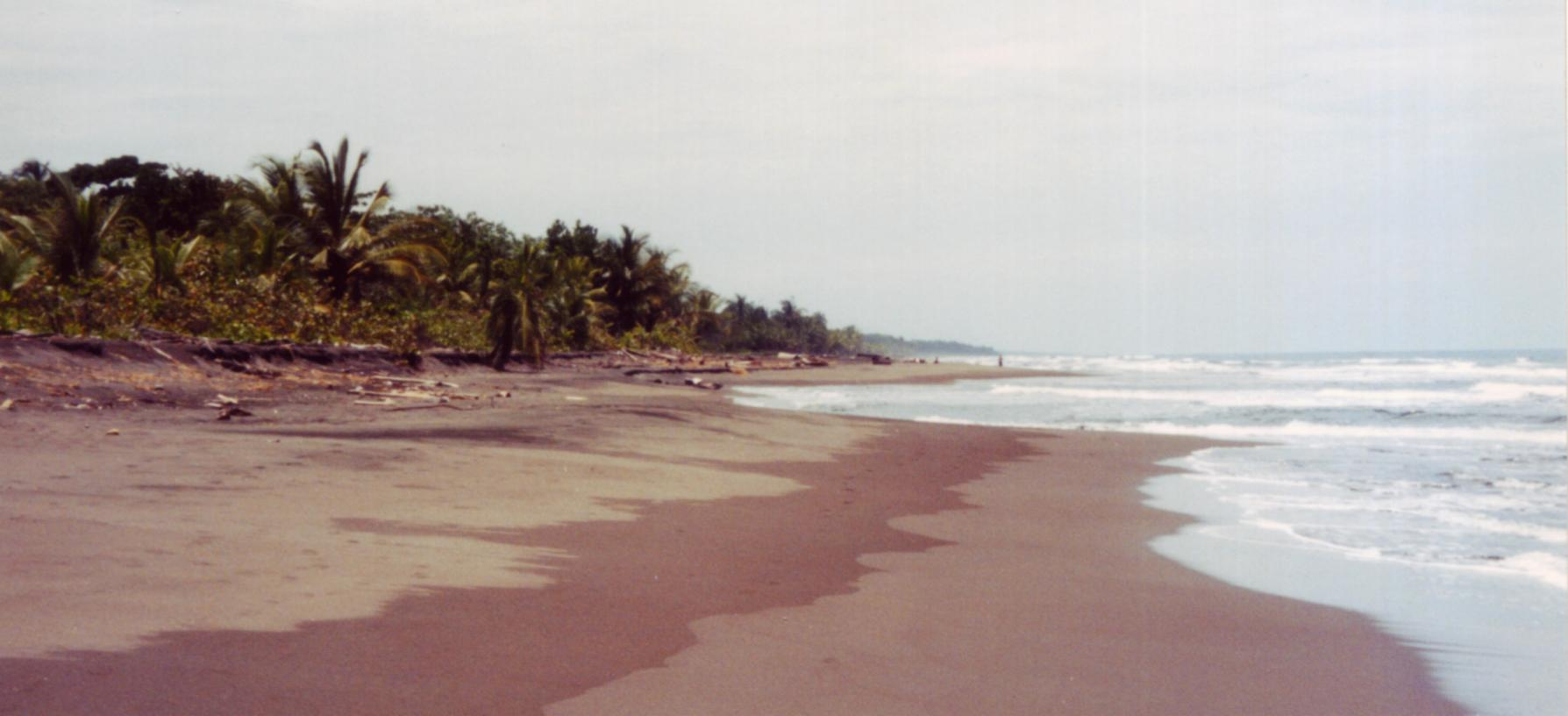
Bờ biển ở Limón

Limón là một tỉnh của Costa Rica. Tỉnh này nằm ở  phía đông quốc gia này, bên bờ Đại Tây Dương. Limón giáp ranh với các tỉnh (từ phía nam theo chiều kim đồng hồ): tỉnh Bocas del Toro của Panama, các tỉnh Puntarenas, San José, Cartago và Heredia và tỉnh Río San Juan của Nicaragua. Tỉnh lỵ là Puerto Limón. Tỉnh có diện tích 9.189 km², với dân số là 339.295 người (2000). Về mặt hành chính, tỉnh được chia thành 6 tổng. Khoảng 50% dân tỉnh Limón là người Caribe gốc Phi (phần lớn có tổ tiên là người Jamaica). tiếng Anh Creole và tiếng Tây Ban Nha là các ngôn ngữ được sử dụng ở đây.
Thị xã Puerto Viejo de Limón là một địa điểm lướt sóng, có các bãi biển Salsa Brava và Cockle.
Tổng (thủ phủ):
1. Guácimo (tổng) (Guácimo)
2. Limón (tổng) (Limón)
3. Matina (Matina)
4. Pococí (tổng) (Guápiles)
5. Siquirres (tổng) (Siquirres)
6. Talamanca (tổng) (Bribri)